# Carlo Protti
Carlo Protti (Belluno, 20 febbraio 1914 – 5 luglio 1986) è stato un politico italiano.

## Biografia
Laureato in giurisprudenza, è avvocato. Esponente del Partito Liberale Italiano. Alle elezioni del 1958 e a quelle del 1963 è candidato al Senato, senza risultare eletto in nessuno dei due casi.
Alle elezioni politiche del 1968 viene poi eletto alla Camera dei Deputati, restando in carica fino al 1972.
Muore il 5 luglio 1986 all'età di 72 anni.